# Castiglioncello
Castiglioncello is een kleine stad in Italië in het hart van Costa degli Etruschi (Toscane), een bekende toeristische bestemming in Italië.
De luxe badplaats bevindt zich op een landtong die uitsteekt in de Tyrreense Zee en is omgeven door naaldbossen en heuvels.

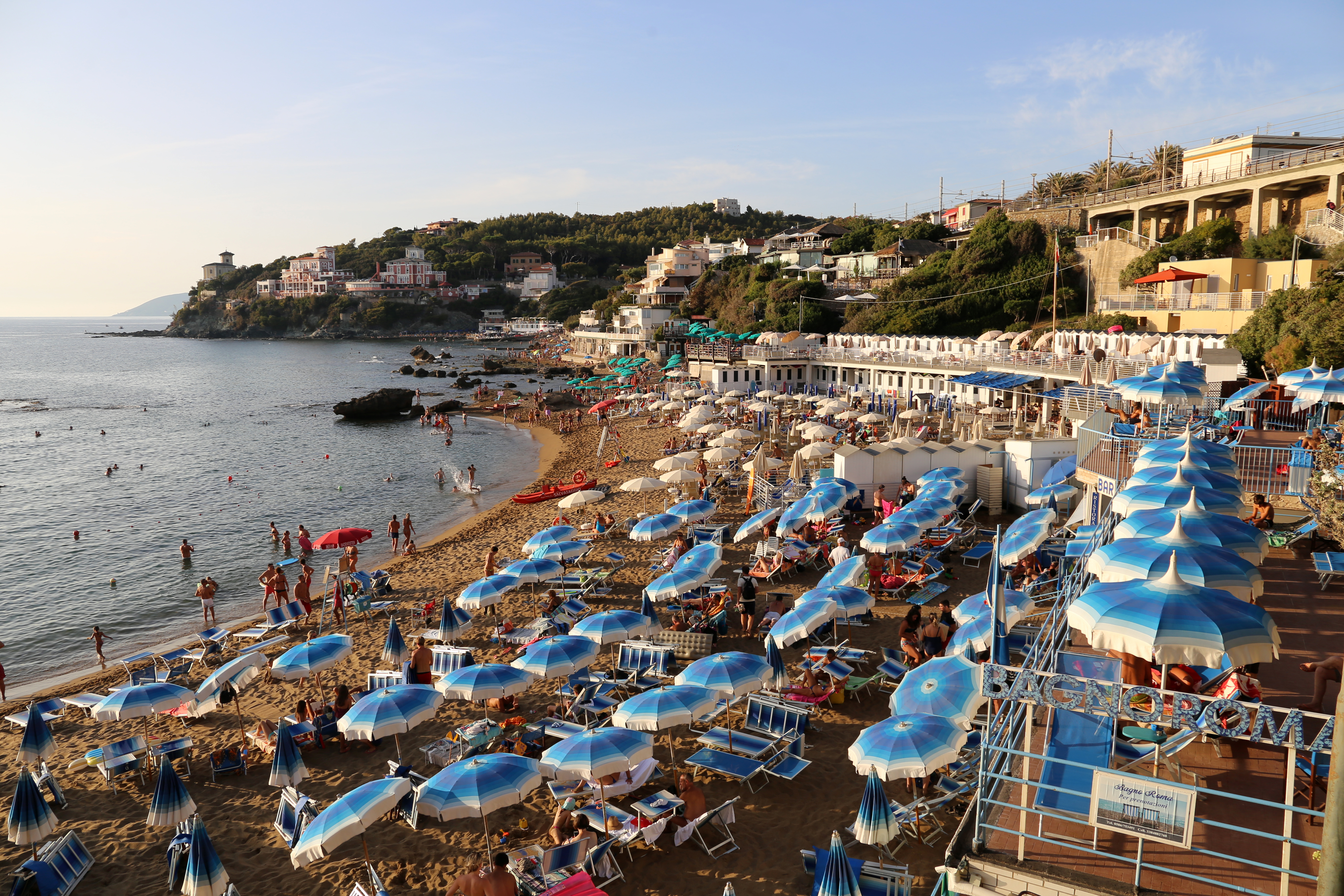
Castiglioncello - Castello Pasquini